# 153e méridien est
En géographie, le 153e méridien est est le méridien joignant les points de la surface de la Terre dont la longitude est égale à 153° est.

## Géographie

### Dimensions
Comme tous les autres méridiens, la longueur du 153e méridien correspond à une demi-circonférence terrestre, soit 20 003,932 km. Au niveau de l'équateur, il est distant du méridien de Greenwich de 17 032 km,.
Avec le 27e méridien ouest, il forme un grand cercle passant par les pôles géographiques terrestres.

### Régions traversées
En commençant par le pôle Nord et descendant vers le sud au pôle Sud, Le 153e méridien est passe par:
| Coordonnées           | Pays, territoire ou mer   | Notes |
| --------------------- | ------------------------- | --- |
| 90° 00′ N, 153° 00′ E | Océan Arctique            | |
| 76° 56′ N, 153° 00′ E | Mer de Sibérie orientale  | Passe juste à l'est de l'Île Jokhov, République de Sakha, Russie (à 76° 10′ N, 152° 57′ E)                                                       |
| 70° 49′ N, 153° 00′ E | Russie                    | République de Sakha Oblast de Magadan — à partir de 65° 15′ N, 153° 00′ E                                                                        |
| 59° 03′ N, 153° 00′ E | Mer d'Okhotsk             | |
| 47° 46′ N, 153° 00′ E | Russie                    | Oblast de Sakhaline — île Rasshua, îles Kouriles                                                                                                 |
| 47° 41′ N, 153° 00′ E | Océan Pacifique           | Passe juste à l'ouest des Îles Tanga, Papouasie-Nouvelle-Guinée (à 3° 30′ S, 153° 10′ E)                                                         |
| 4° 06′ S, 153° 00′ E  | Papouasie-Nouvelle-Guinée | Île de Nouvelle-Irlande |
| 4° 41′ S, 153° 00′ E  | Mer des Salomon           | |
| 9° 09′ S, 153° 00′ E  | Papouasie-Nouvelle-Guinée | Île Woodlark |
| 9° 10′ S, 153° 00′ E  | Mer des Salomon           | Passe juste à l'est de Misima, Papouasie-Nouvelle-Guinée (à 10° 40′ S, 152° 52′ E)                                                               |
| 11° 09′ S, 153° 00′ E | Papouasie-Nouvelle-Guinée | Île Pana Wina (en) dans les Louisiades |
| 11° 37′ S, 153° 00′ E | Mer de Corail             | Passe par les Îles de la mer de Corail Australie                                                                                                 |
| 25° 26′ S, 153° 00′ E | Australie                 | Queensland — Île Fraser et le continent, passe par Brisbane (à 27° 28′ S, 153° 00′ E) Nouvelle-Galles-du-Sud — à partir de 28° 21′ S, 153° 00′ E |
| 31° 09′ S, 153° 00′ E | Océan Pacifique           | |
| 60° 00′ S, 153° 00′ E | Océan Austral             | |
| 68° 26′ S, 153° 00′ E | Antarctique               | Territoire antarctique australien, partie de l'Antarctique revendiqué par l' Australie                                                           |